# Леопольд фон Захер-Мазох
Леопо́льд Рі́тер фон За́хер-Мазо́х (нім. Leopold Ritter Sacher-Masoch; 27 січня 1836, Львів – 9 березня 1895, Ліндгайм, Гессен) – український-австрійський письменник, автор популярних романів і новел (зокрема на еротичні та фольклорні теми); писав також під псевдонімами Шарлот Аран і Зое фон Роденбах (Charlotte Arand, Zoë von Rodenbach).

## Біографія
Народився 27 січня 1836 року у Львові в родині поліцай-президента Королівства Галичини та Володимирії (Königreich Galizien und Lodomerien) Леопольда Захера. Предками його батька були іспанські євреї та богемські німці, що у 16 столітті оселилися в Празі.
Його мати Шарлотта була дочкою професора і тодішнього ректора Львівського університету Франца фон Мазоха. Деякі дослідники твердять про її русинське (українське) походження.
На місці будинку, де народився майбутній письменник, тепер стоїть відомий у Львові «Ґранд-Готель» (дехто стверджує: сталося на теперішній вулиці Коперника, але останні архівні дослідження заперечують це).
Леопольд, старший син у родині, народився на 9-му році шлюбу батьків і спочатку був такий кволий, що надії на його видужання майже не було. Його здоров'я почало покращуватися після того, як його віддали на вигодування до української селянки у підльвівське містечко Винники. З її молоком він всмоктав і любов до землі свого народження, яка не покинула його до кінця життя. Згодом, уже будучи письменником, Захер-Мазох багато з почутого з уст годувальниці вплітав у канву своїх німецькомовних новел.
Коли Леопольду було 12 років, родина переїхала до Праги, де хлопчик вивчив німецьку мову, якою потім і писав свої твори.
У батьківському домі Леопольд виховувався в атмосфері Просвітництва та лібералізму, характерної для часу правління цісаря Франца-Йозефа. Вже в дитинстві у ньому почали проявлятися схильності, які потім і зробили його знаменитим. Захер-Мазоха приваблювали ситуації жорстокості; йому подобалося дивитися на картини із зображенням страт, а улюбленою читанкою були житія мучеників. Важливою особистістю його дитинства стала родичка з боку батька, графиня Ксенобія, яка була водночас надзвичайно гарною та жорстокою жінкою. Одного разу, граючи у схованку зі своїми сестрами, він сховався у спальні графині і став свідком того, як спочатку графиня привела туди коханця, а через кілька хвилин у спальню вдерся її чоловік з двома друзями. Графиня побила та вигнала трьох непроханих гостей, коханець втік, а Леопольд необачно видав свою присутність, після чого графиня побила і його. Проте від її ударів хлопчик відчував незрозуміле задоволення. Чоловік незабаром повернувся, а Леопольд, сховавшися за дверима, чув удари батога та стогони графа. Образи і батога, і хутра, яке полюбляла носити графиня, стали постійними мотивами у творчості Захер-Мазоха, а жінок він з того часу сприймав як істот, яких слід водночас і любити, і ненавидіти.
Захер-Мазох був успішним учнем і студентом. В університетах Праги та Ґрацу, куди переїздить 1854 року, він вивчає юриспруденцію, математику та історію, і у віці 19 років стає доктором права. Ставши приват-доцентом в університеті Ґрацу, він 1858 року анонімно опубліковує роман «Одна галіцька історія. Рік 1846». З того часу Захер-Мазох щорічно створював по книзі, а то й більше, експериментуючи з найрізноманітнішими літературними жанрами. Він писав історичні дослідження (наприклад, «Повстання в Ґенті в часи правління Карла V»), п'єси, фейлетони, літературно-критичні твори. Був засновником і редактором декількох журналів, які, проте, виходили недовго.
Як стверджують літературні енциклопедії Німеччини та Австрії, 1860 року Леопольда фон Захер-Мазоха запросили читати лекції з історії у Львівському університеті. Однозначної думки серед науковців, чи прийняв він те запрошення, немає, але на таку можливість вказують наявні в його творчості враження від Галичини саме дорослого чоловіка, а не хлопчака.
Певний час Захер-Мазох суміщав академічну кар'єру з письменництвом, бо літературна та видавнича діяльність не приносила йому достатнього прибутку. Але після успіху в читачів роману «Дон Жуан з Коломиї» (1872) (написаного французькою мовою й опублікованого в одному з паризьких журналів) вирішив повністю присвятити себе літературі.
У цей час Леопольд фон Захер-Мазох одружився зі своєю палкою прихильницею Авророю фон Рюмслін. Марнославна, жадібна до грошей, одягу та візитів у вищий світ, Аврора також почала писати, взявши собі псевдо «Ванда фон Дунаєва» (ім'я героїні «Венери в хутрі»). Згодом вони уже разом підписувалися під низькопробними новелками прізвищем Захер-Мазох (без зазначеня імені). Непомірні вимоги дружини привели письменника до злиднів і змусили зайнятися звичайним заробітчанством. Він опустився до рівня порнографії і почав писати невибагливі новели, одягаючи своїх героїнь у колоритні гуцульські кацабайки та хустки і присмачуючи розповідь батогами та канчуками, за що отримав характеристику «батько однієї перверсії». Довівши Леопольда фон Захер-Мазоха до такого стану, Аврора покинула його (згодом вона написала популярні у читачів мемуари «Повість мого життя»). А сам письменник одружився з молодшою за нього на 20 років гувернанткою своїх дітей, з якою проте теж не зазнав щастя.
1881 року Захер-Мазох оселився у Лецпцизі і решту життя провів у Німеччині.
Творчість Захер-Мазоха належить до епохи, коли на тлі розквіту промисловості, пишноти життя нової буржуазії та занепаду села інтелігенція жила у світі, де поєднувалася ідеалізація сільського життя з матеріалістичними та епікурейськими тенденціями, а чуттєвість і кохання стали центром і метою людського життя. Переживання особистого життя Захер-Мазоха, який отримував патологічну сексуальну насолоду від підкорення фізичному та емоційному насильству з боку жінок, знайшли своє відображення в його творах. Майже автобіографічний характер носять романи «Розлучена жінка» (1870) та «Венера в хутрі» (1870) (в основу «Розлученої жінки» лягло пережите й вистраждане під час роману з Анною фон Коттвіц, а на «Венеру в хутрах» письменника надихнула інтриґа з Фанні фон Пістор).
Тема знущання деспотичної жінки над слабким чоловіком постійно виникає також в історичних творах Захер-Мазоха і з плином часу стає настільки виразною, що 1886 року віденський психолог Ріхард фон Крафт-Ебінґ називає сексуальну патологію, що характеризується отриманням задоволення від болю та підкорення, мазохізмом.
Твори Захер-Мазоха перекладалися на багато європейських мов та видавалися масовими накладами. Особливо популярним він був у Франції. Його творчість високо оцінювали Еміль Золя, Ґюстав Флобер, Альфонс Доде, Александр Дюма-батько і Александр Дюма-син. 1886 року з рук президента Франції Захер-Мазох прийняв орден Почесного Легіону.
Останні роки свого життя Захер-Мазох провів у німецькому селищі Ліндгайм у Гессені, де й помер 9 березня 1895 року. Незвичність його долі не закінчилась і на цьому — як стверджують, урну з його прахом знищила пожежа 1929 року.

## Захер-Мазох і Україна

Пам'ятник Захер-Мазоху у Львові, вул. Сербська, 7, біля «Мазох-кафе». Скульптор Володимир Цісарик

Захер-Мазох увійшов до історії літератури не лише як виразник мазохізму. Для німецької літератури він відкрив народне життя Східної Європи. Захер-Мазох докладно вивчав мову, звичаї та перекази народів Галичини. Найкращі новели з народного життя входять до збірки «Галицькі оповідання» (1876), «Єврейські оповідання» (1878), «Польські єврейські оповідання» (1886). Ці твори повні симпатії до нижчих верств населення Галичини.
Відомий тогочасний галицький журналіст і літератор Лев Сапогівський у львівському часописі «Зоря» 1880 року так писав про письменника: «Захер-Мазох перший з чужинців звеличив наш народ з такою любов'ю, якої тяжко навіть межи нашими авторами знайти».
Наприклад, у повісті "Криваве весілля у Києві" Мазох уперше в художній формі переповів легенду про розправу київської княгині Ольги над деревлянами.
В оповіданні «Жіночі образки з Галичини» він писав про українців:

| «Між Доном і Карпатами живуть вроджені демократи. Ні візантійський імператор, ні варяги, ніякий король Польщі не зламали їхнього духу, не підкорили їхньої свідомості...» |
Твори Захер-Мазоха багато перекладали і видавали в Галичині XIX століття (за тодішніми бібліографічними джерелами, таких видань було до 15). Це роман «Новий Йов» («Родимий листок», 1879), уривок повісті «Бал руських питомців» і оповідання (радше історичний нарис) «Княгиня Любомирська» («Зоря», 1880, 1882), оповідання і новели «Привид», «Єврейський Рафаель», «Дикуни», «Слов'янські жінки», «Відродження», «Миша», «Пан і пани Рись», «Заскія», «Три весілля» тощо, які в 1882—1893 з'являлись в таких виданнях, як «Слово», «Червоная Русь», «Бесіда», «Галичанин» та ін.
У наш час перші переклади творів Захер-Мазоха українською мовою з'явилися 1994 року. Журнал «Всесвіт» тоді опублікував повість «Дон Жуан з Коломиї» (переклад з німецької Наталі Іваничук) та «Жіночі образки з Галичини» (переклад з німецької Івана Герасима).
1999 року у Львові вийшов окремий том українських перекладів з Л.Захер-Мазоха (Захер Мазох Леопольд. Жіночі образки з Галичини. Вибрані твори. — Львів, 1999)
1991 року художники-львів'яни Подольчак Ігор та Ігор Дюрич (за участю Романа Віктюка) створили «Фонд Мазоха», який успішно діє дотепер, уславившись низкою гучних і скандальних мистецьких акцій.
Наприкінці 1990-х років на сцені Оперної студії Київської консерваторії поставили спектакль-феєрію «Цвіркун» (балетмейстер Сергій Швидкий) — за мотивами роману Л. Захер-Мазоха «Венера в хутрі».
Від 8 квітня 2008 року у Львові працює «Мазох-кафе». Кафе має два тематичні зали — перший поверх і підвал — на 50 місць. На стінах — еротичні зображення та цитати Мазоха і речі, пов'язані з «мазохізмом». Зокрема, зображення відомих графік польського письменника та художника з Дрогобича Бруно Шульца. Того ж місяця перед входом до кафе відкрили пам'ятник письменнику (скульптор Володимир Цісарик).
Оповідання Леопольда фон Захер-Мазоха «Криваве весілля в Києві» (1886) вийшло в перекладі на англійській мові в збірці присвяченій Княгині Ользі «Bloody Wedding in Kyiv: Two Tales of Olha, Kniahynia of Kyivan Rus» ["Криваве весілля в Києві: дві історії про Ольгу, княгиню Київської Русі"] (Сідней: Sova Books, 2016).

## Деякі твори Леопольда фон Захер-Мазоха
- 1858 — Одна галицька історія. Рік 1846
- 1867 — Останній король мадярів
- 1870–1877 — Спадок Каїна
- 1870 — Венера в хутрі
- 1870 — Розлучена жінка
- 1872 — Дон Жуан з Коломиї
- 1874 — Месалінки
- 1876 — Галицькі оповідання
- 1876 — Ідеали нашого часу
- 1878 — Єврейські історії
- 1882 — Гайдамак
- 1882 — Рай на Дністрі
- 1882 — Нові єврейські історії
- 1882 — Василь Гамен
- 1883 — Богородиця (Мардона)
- 1885 — Віденські придворні історії
- 1886 — Криваве весілля в Києві
- 1886 — Польські єврейські оповідання
- 1886 — Ловчиня душ
- 1886 — Вічна молодість
- 1890 — Змія в раю
- 1893 — Чари сцени
- 1907 — Жорстокі жінки (публікація)

## Переклади українською
- Український Йов. (переклад Івана Бідного). Жовква—Львів (1925)
- Леопольд фон Захер-Мазох. Дон Жуан з Коломиї / пер. з нім. Наталі Іваничук // Всесвіт : журнал. — 1994. — № 3. — С. 117—142.
- Леопольд фон Захер-Мазох. Жіночі образки з Галичини / пер. з нім. Іван Герасим // Всесвіт : журнал. — 1994. — № 3. — С. 142—151.
- Леопольд фон Захер-Мазох. Дванадцятий сніданок / пер. з нім. Петро Рихло // Всесвіт : журнал. — 2006. — № 5/6. — С. 202—206.
- Леопольд фон Захер-Мазох (2008). Венера в хутрі. Переклад з нім.: Наталя Іваничук. Львів: Піраміда. 236 стор. ISBN 978-966-441-067-7
  - (передрук) Леопольд фон Захер-Мазох (2018). Венера в хутрі. Переклад з нім.: Наталя Іваничук. Київ: #книголав. 160 стор. ISBN 978-617-7563-08-1
  - (передрук) Леопольд фон Захер-Мазох (2020). Венера в хутрі. Переклад з нім.: Наталя Іваничук. Харків: Фоліо. 251 стор. ISBN 978-966-03-9209-0

- Леопольд фон Захер-Мазох (2020).  Мандрівні комедіанти . Переклад з нім.: Наталя Іваничук. Львів: Піраміда. 252 стор. ISBN 978-966-03-9231-1